# Henri de Schomberg

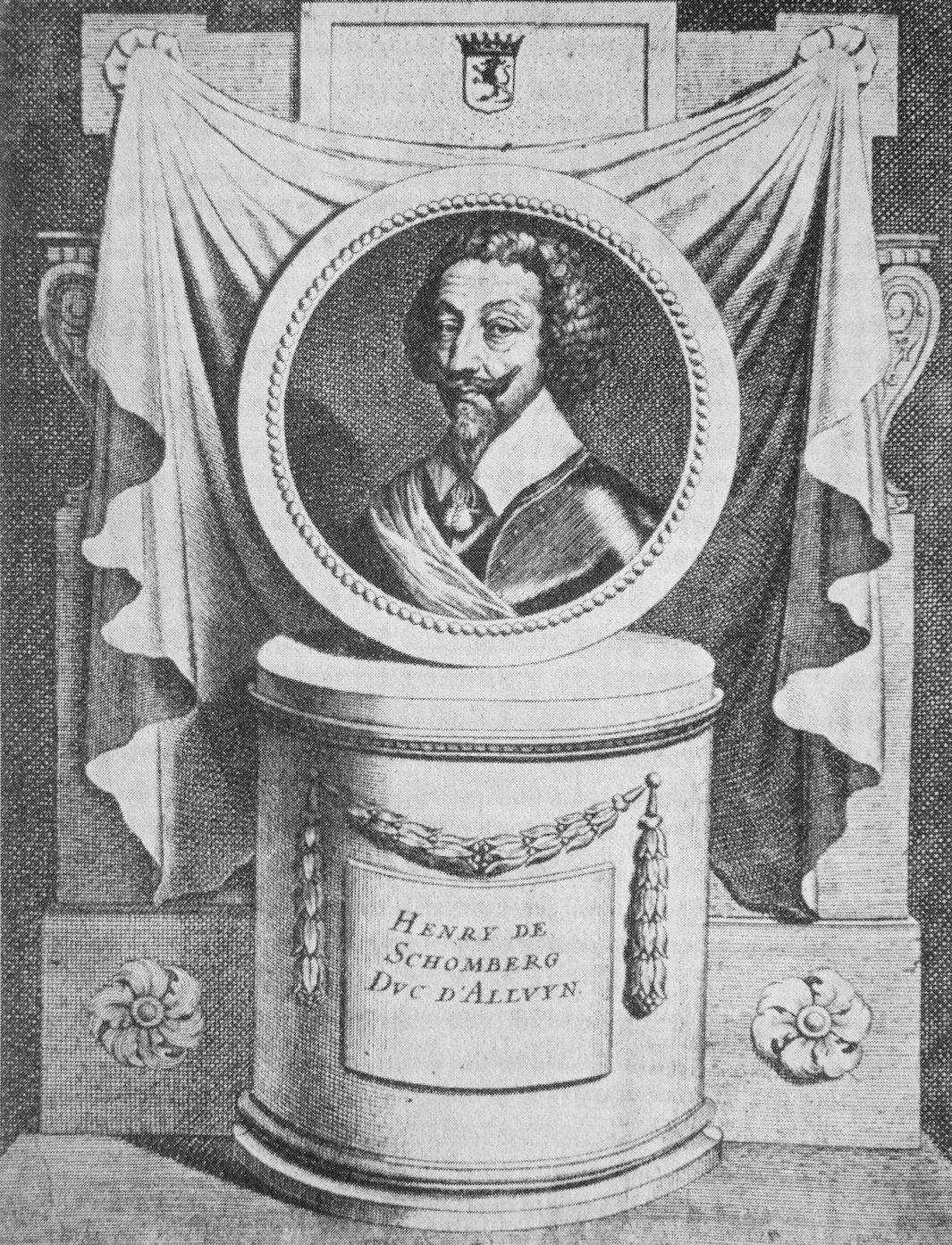
Henri de Schomberg

Henri de Schomberg (* 1575 in Paris; † 17. November 1632 in Bordeaux), Graf von Nanteuil-le-Haudouin und Durtal, war ein französischer Militärführer zur Zeit Ludwigs XIII.

## Leben
Henri wurde in Frankreich als Sohn des aus Meißen stammenden, französischen Offiziers 
Caspar von Schönberg und seiner Frau Jeanne de Chastaigner geboren. 1589 wurde er nach der Ermordung König Heinrichs III. kurzzeitig von der Katholischen Liga gefangen genommen. Mit 17 Jahren kämpfte er zunächst für Kaiser Rudolf II. in Ungarn. Danach kehrte er nach Frankreich zurück und machte unter Ludwig XIII. Karriere als Beamter und Offizier. Dabei erwies er sich als besonderer Vertrauter und loyaler Parteigänger Kardinal Richelieus. Dieser setzte ihn z. B. als Sonderbotschafter bei den deutschen Protestanten ein und bediente sich seiner mehrmals beim Niederschlagen von Intrigen der Adelsopposition. 1619 bis 1622 war er Generalkontrolleur der französischen Finanzen. Am 15. Februar 1622 wurde er Grand maître de l’artillerie de France als Nachfolger des abgesetzten (weil protestantischen Maximilian II. de Bethune) und blieb das bis 1632. Im Jahr 1625 wurde er Maréchal de France, 1627 Premier Gentilhomme de la Chambre du Roi. Kurz vor seinem Tod (Schlaganfall) wurde er noch Gouverneur des Languedoc.
In erster Ehe heiratete er 1598 Françoise, die Tochter Claude d'Espinays, die schon am 16. Januar 1602 starb. Mit ihr hatte er zwei Kinder, den Sohn Charles de Schomberg, der ebenfalls Marschall von Frankreich wurde, und die Tochter Jeanne (1601–1674), die François de Cossé, Graf von Brissac, und Roger, Herzog von La Roche-Guyon, heiratete. Ein Jahr vor seinem Tod heiratete er Anne de La Guiche († 1663), Tochter von Philibert de La Guiche. Seine zweite Tochter Jeanne-Armande kam posthum zur Welt. Sie heiratete Charles II. de Rohan, Prince von Guémené, aus der bedeutenden Adelsfamilie Rohan und starb 1706.

## Bedeutung
Schomberg war einer der wichtigsten Heerführer unter Ludwig XIII. und Kardinal Richelieu. Besondere Verdienste erwarb er sich im Kampf gegen den Herzog von Buckingham bei der Belagerung von La Rochelle, im Erbfolgestreit von Mantua und bei der Niederschlagung der Fronde.
Außerdem galt Schomberg als besonders verlässlich. Richelieu schrieb über ihn in seinen Memoiren: „Er war ein Edelmann, dessen Beruf es war, Treue zu halten, diese Tugend ist eine Eigenschaft seiner Nation. Er war nicht geistreich, besaß aber ein solides Urteil, er wurde Oberintendant der Finanzen. In diesem Amt hat er sich um keine fünfzehn Sous bereichert. Stets bewahrte er völlige Integrität.; trotzdem haben die Finanzleute unter ihm seine Gutmütigkeit ausgenützt. Er war ein hochherziger Mensch von völliger Ehrlichkeit; Gott hat ihm bei der Durchführung von drei großen für den Staat entscheidenden Aufgaben, ja wirklich bei Gelegenheit der wichtigsten Aktionen unseres Jahrhunderts, hervortreten lassen. Seine Taten sind: der Sieg über die Engländer auf der Insel Ré, der Entsatz von Casale und die Schlacht von Castelnaudary, wo der Herzog von Montmorency in Gefangenschaft geriet." Und: "Schomberg war ein Edelmann und berühmt für seine deutsche Treue, als Surintendant der Finanzen bewies er die alte Integrität, die nicht mehr von dieser Zeit schien.“